# Conchocarpus macrophyllus
Conchocarpus macrophyllus là một loài thực vật có hoa trong họ Cửu lý hương. Loài này được J.C.Mikan mô tả khoa học đầu tiên năm 1820.